# 水木しげるの遠野物語
『水木しげるの遠野物語』（みずきしげるのとおのものがたり）は、柳田國男著の遠野物語を原作にした水木しげるによる日本の漫画作品。および、遠野市立博物館内で上映されているアニメーション作品。

## 概要
『ビッグコミック』（小学館）2008年14号から2009年23号まで連載。岩手県遠野地方の民話を纏めた『遠野物語』全119話(一部除く)を漫画化した作品。
連載をまとめた単行本が2010年の発売から重版を続けるロングセラーとなり、水木しげる生誕100周年となる2022年に10万部を突破した。2021年には英語版も出版された。

## 遠野物語100周年記念
2010年は『遠野物語』発刊100周年に当たり、記念事業の一環として同年に本作の単行本が刊行。同記念事業のオフィシャルサポートキャラクターに本作の河童が就任し「かたるくん」と命名。イベント等に登場し、キャラクター商品も発売された。
また、遠野市立博物館のリニューアルに伴い、本作のアニメーション作品が館内上映（詳細は後述）。同館では本作の原画展も開催された。

## 主な登場人物・エピソード

水木しげるロードに設置されている「寒戸の婆」のブロンズ像。

水木しげるロードに設置されている「河童」のブロンズ像。

水木しげるロードに設置されている「雪女」のブロンズ像

水木しげる
本作の狂言回しとして登場。
柳田國男
民俗学者であり、遠野物語の著者。
佐々木喜善
遠野の出身者であり、柳田國男に遠野の民話を伝える。
山女
山に現れる大きな女性で、猟師などが遭遇。失踪した娘が山女として発見される事もある。
山男
山に入った娘を攫う大男。早池峰では眠っている山男が目撃され、傍には3尺ばかりの草履があったという。
寒戸の婆
失踪した娘が老婆の姿で30年ぶりに帰って来るが、またすぐに去ってしまった。
オクナイサマ
旧家で祭られる神。家の神、作の神の性格を持つ。
ザシキワラシ
土淵村での話が多く、山口孫左衛門の家には童女のザシキワラシが2人いた。
経立
動物が年を経ると怪しい能力を身につけ怪異を起こす。本作では猿と狼の経立が登場。
河童
佐々木喜善の曾祖母が幼少の頃に目撃。遠野の河童は顔が赤いという。
マヨイガ
偶然、山奥で立派な家を見つけるが中は無人。その際、家の中の物を何か持ち出せば長者になれるという。
オシラサマ
ある娘が馬と夫婦になるが、怒った父親は馬の首を切り落とす。すると、娘と馬の首は天に昇り去り、神になったという。
天狗
ある若者が遭遇し、立ち向かうが返り討ちに。それから後、若者は手足を抜き取られた死体で発見される。
山神
鳥御前と呼ばれる翁が、綾織村の続石の陰で赤い顔の男女に遭遇。彼らをからかった為、翁は寝込み3日後に息を引き取る。
狐
菊池菊蔵が友人と相撲を取ったところ、持っていた餅が無くなっていた。菊蔵は狐に化かされたと知る。
雪女
小正月の夜などに童子を引き連れて現れる。
ゴンゲサマ
神楽舞の組毎に1つずつ備えられている木彫の像。神楽組が宿泊先で火事に遭うが、ゴンゲサマが火を喰ったという。
ヤマハハ
娘が1人で留守番をしているとヤマハハが家に侵入。娘は周りの人々に助けられ窮地を脱する。

## アニメ版
『遠野物語』のエピソードから『河童淵』『オシラサマ』の2本（各6分程）を、2010年4月24日から遠野市立博物館にて常設で上映。
スタッフ
- プロデューサー：ギャルマト・ボグダン
- 監督：石黒育
- 脚本：成田良美
- 音楽：和田薫
- アニメーション制作：東映アニメーション
- 制作：小学館集英社プロダクション

キャスト
- 羽佐間道夫
- 野沢雅子

## 単行本
- 『水木しげるの遠野物語』（ビッグコミックススペシャル、2010年1月、ISBN 978-4-09-182879-8）
- 『水木しげるの遠野物語／水木版妖怪大戦争』（講談社〈水木しげる漫画大全集〉、2017年5月、ISBN 978-4-06-377594-5）

## 関連番組
- ハイビジョン特集 鬼太郎 幸せ探しの旅に出る〜100年後の遠野物語〜（BShi、2010年）